# Lill-Borgvattentjärnen
Lill-Borgvattentjärnen är en sjö i Ragunda kommun i Jämtland och ingår i Indalsälvens huvudavrinningsområde.